# Ciasto skalne
Ciasto skalne, tło skalne – szklista lub skrytokrystaliczna masa w wylewnych i subwulkanicznych skałach o strukturze porfirowej. Wypełnia ona całą przestrzeń między prakryształami.